# Microregione di Meia Ponte
Meia Ponte è una microregione dello Stato del Goiás in Brasile, appartenente alla mesoregione di Sul Goiano.

## Comuni
Comprende 21 municipi:
- Água Limpa
- Aloândia
- Bom Jesus de Goiás
- Buriti Alegre
- Cachoeira Dourada
- Caldas Novas
- Cromínia
- Goiatuba
- Inaciolândia
- Itumbiara
- Joviânia
- Mairipotaba
- Marzagão
- Morrinhos
- Panamá
- Piracanjuba
- Pontalina
- Porteirão
- Professor Jamil
- Rio Quente
- Vicentinópolis